# Estação Chilpancingo
A Estação Chilpancingo é uma das estações do Metrô da Cidade do México, situada na Cidade do México, entre a Estação Patriotismo e a Estação Centro Médico. Administrada pelo Sistema de Transporte Colectivo, faz parte da Linha 9.
Foi inaugurada em 29 de agosto de 1988. Localiza-se no cruzamento do Eixo 3 Sur com a Rua Insurgentes Sur. Atende o bairro Roma Norte, situado na demarcação territorial de Cuauhtémoc. A estação registrou um movimento de 16.059.326 passageiros em 2016.